# Melanochyla fulvinervis
Melanochyla fulvinervis är en sumakväxtart som först beskrevs av Carl Ludwig von Blume, och fick sitt nu gällande namn av Ding Hou. Melanochyla fulvinervis ingår i släktet Melanochyla och familjen sumakväxter. Inga underarter finns listade i Catalogue of Life.